# Попрад (район)
Район Попрад (словац. Okres Poprad) — район Словакии. Находится в Прешовском крае. Административный центр — город Попрад. На севере граничит с Польшей, на востоке с районом Кежмарок, на юго-востоке с районом Левоча, на юге с Кошицким краем, на юго-западе с Банскобистрицким краем, на западе с Жилинским краем.
Площадь составляет 1105,4 км², население — 105 068 человек (2010).

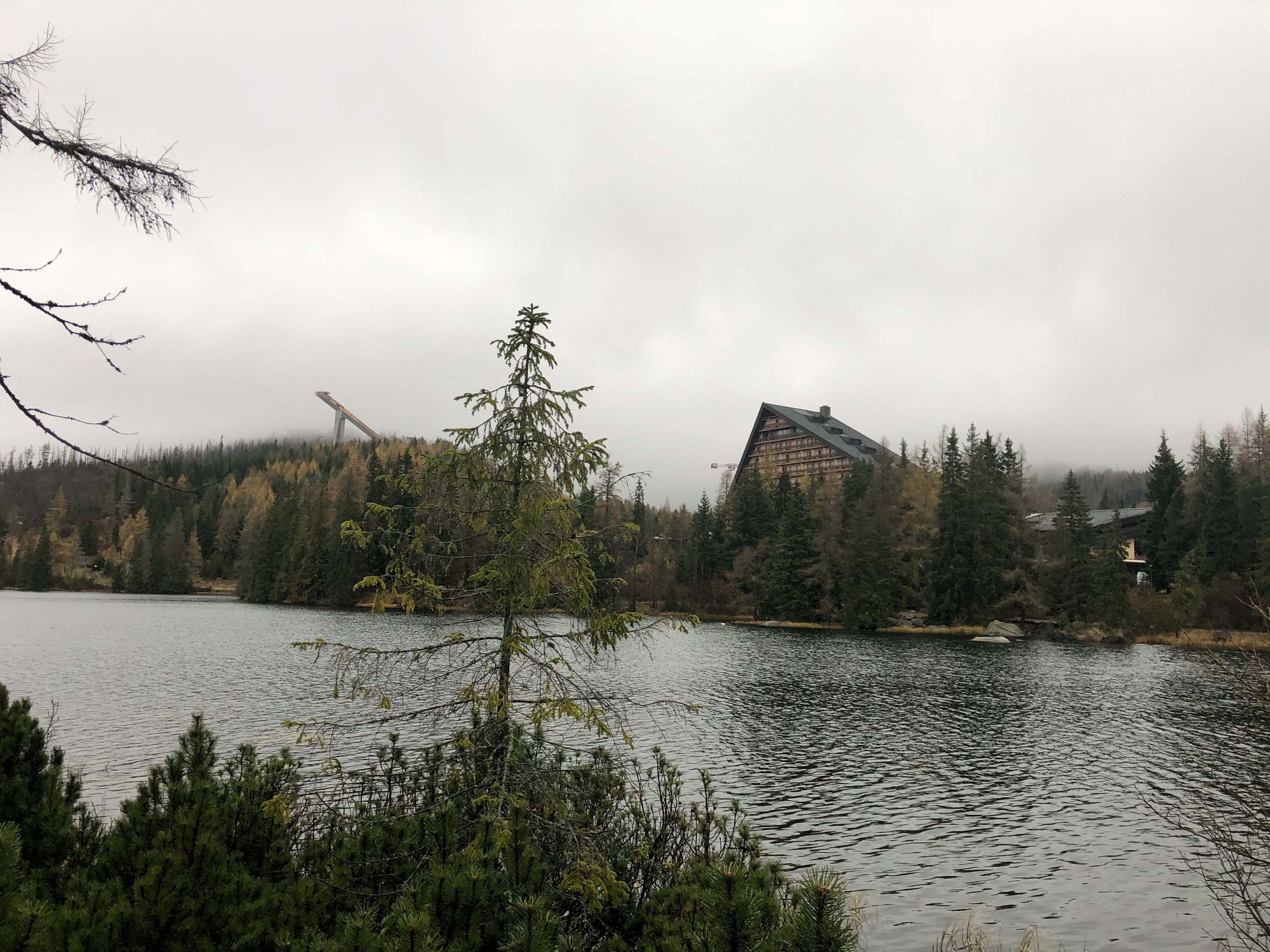
озеро Штрбске-Плесо в туманный день

На территории района находится 29 населённых пунктов, в том числе 3 города.

## Население
| Год:        | 1994    | 2004    | 2014    | 2024    |
| ----------- | ------- | ------- | ------- | ------- |
| Broj ljudi: | 100 937 | 104 320 | 104 494 | 101 834 |
| Разница:    |         | +3,35 % | +0,16 % | −2,54 % |

## = Статистические данные (2001 год)
Национальный состав:
- Словаки — 93,6 %
- Цыгане — 3,2 %
- Чехи — 0,9 %

Конфессиональный состав:
- Католики — 69,7 %
- Лютеране — 8,9 %
- Греко-католики — 2,9 %
- Православные — 0,9 %